# A PEACETIME BOOM
『A PEACETIME BOOM』（ア・ピースタイム・ブーム）は、日本の音楽グループであるTHE BOOMが1989年5月21日に発表した1枚目のアルバム。

## 概要
メジャーデビュー作で、シングル「君はTVっ子」との同時発売。
デビュー前の歩行者天国でのライブではかなりのファンを動員しており、アルバムの売れ行きも最初にしてはまずまずのものであった。
収録曲のほとんどはアマチュア時代から演奏されていたものである。最後の曲である「虹が出たなら」ではボーカルの宮沢和史がリコーダーを吹いており、1990年代初頭までのコンサートで演奏される際、ファンが各自ライブ会場に持ち込んだリコーダーで合唱することがよくあった（ライブビデオおよびDVD『いつもの僕たちが、いる』で見ることができる）。
2005年8月3日、デジタルリマスターされ再発売された。ボーナス・トラックとして「愛のかたまり」（1992年発表のシングル「それだけでうれしい」のカップリング）が収録されている。

## 収録曲
| 全作詞・作曲: 宮沢和史、全編曲: THE BOOM。 |                                                                 |          |            |      |
| #                                          | タイトル                                                        | 作詞     | 作曲・編曲 | 時間 |
| 1.                                         | 「CHICKEN CHILD」                                               | 宮沢和史 | 宮沢和史   | 3:13 |
| 2.                                         | 「SUPER STRONG GIRL」                                           | 宮沢和史 | 宮沢和史   | 4:27 |
| 3.                                         | 「都市バス」(※シングル「君はTVっ子」のカップリング曲。)         | 宮沢和史 | 宮沢和史   | 2:42 |
| 4.                                         | 「きっと愛してる」                                              | 宮沢和史 | 宮沢和史   | 3:21 |
| 5.                                         | 「星のラブレター」                                              | 宮沢和史 | 宮沢和史   | 4:07 |
| 6.                                         | 「君はTVっ子」                                                  | 宮沢和史 | 宮沢和史   | 4:00 |
| 7.                                         | 「おりこうさん」                                                | 宮沢和史 | 宮沢和史   | 3:15 |
| 8.                                         | 「不思議なパワー」                                              | 宮沢和史 | 宮沢和史   | 4:49 |
| 9.                                         | 「雨の日風の日」                                                | 宮沢和史 | 宮沢和史   | 3:01 |
| 10.                                        | 「ないないないの国」                                            | 宮沢和史 | 宮沢和史   | 3:01 |
| 11.                                        | 「虹が出たなら」                                                | 宮沢和史 | 宮沢和史   | 3:13 |
| 12.                                        | 「愛のかたまり」(※ボーナス・トラック／2005年再発売盤のみ収録。) | 宮沢和史 | 宮沢和史   | 3:45 |
| 合計時間:                                  | 合計時間:                                                       | 42:54    |            |      |

## ツアー
THE BOOMとしての初のツアーは「署名ライヴ」と呼ばれ、1989年9月5日にスタートした。これは全国のレコード店で「THE BOOMに来てほしい」という署名の多かった街を訪れて無料でコンサートをするというものである（全国で約11,000人の署名があった）。このコンサートで、グループは駅や公園などでもライブを行った。